# Зигос (планина в Янинско)
Вижте пояснителната страница за други значения на Вулгарис.
Зиго̀с (на гръцки: Ζυγός), още Вулгарис (на гръцки: Βούλγαρης), Вургарос (на гръцки: Βούργαρος), Вургару Аспра Литария (на гръцки: Βουργάρου Άσπρα Λιθάρια), е малък планински масив, част от планинската верига Пинд в Гърция. Най-висок връх е Аспра Литария (на гръцки: Άσπρα Λιθάρια) с височина 1822 m.

## Географска характеристика

### Положение, граници, големина
Зигос е гранична планина между Северен и Южен Пинд. На север проходът Хортара (1520 m) югозападно от Милия дели Зигос от Мавровуни. На юг проход на 1620 m източно от мецовското село Анилио дели Мавровуни от съседния масив Докими. На изток високите притоци на Пиниос Малкасиотико и Куцофира отделят Зигос от тесалийска Хасия. Западна граница на масива се явяват горните притоци на река Мецовитикос.

### Води
Масивите на Зигос и Докими имат ключово положение на вододелен възел и важен проход между Епир на запад и Тесалия на изток. Оттук водят началото си три от най-големите реки в континентална Гърция – Вьоса, Пиниос и Ахелой, и два от най-големите притоци на реките Арахтос и Бистрица (Алиакмонас).